# Daria Belyakina
Daria Vasilyevna Belyakina (en russe : Дарья Васильевна Белякина), née le 16 novembre 1986 à Tachkent (RSS d'Ouzbékistan), est une nageuse russe spécialiste des épreuves de nage libre.

## Biographie
Fille de parents entraîneurs de natation, elle entre dans l'équipe nationale en 2000.
En 2005, elle monte sur son premier podium international à l'occasion des Championnats d'Europe en petit bassin avec la médaille de bronze décrochée sur le 200 mètres quatre nages.
Après avoir obtenu la médaille d'argent du relais 4 × 100 m quatre nages aux Championnats d'Europe, Daria Belyakina prend part à trois épreuves aux Jeux olympiques de 2008, dont elle échoue à chaque fois au stade des séries (200 m nage libre, 400 m nage libre et relais 4 × 100 m).
En 2012, elle remporte la médaille d'argent sur le relais 4 × 200 m nage libre aux Championnats du monde en petit bassin.

## Palmarès

### Championnats du monde

#### En petit bassin
- Championnats du monde 2012 à Istanbul ( Turquie) :
  -  Médaille d'argent au titre du relais 4 × 200 m nage libre.

### Championnats d'Europe

#### En grand bassin
- Championnats d'Europe 2008 à Eindhoven ( Pays-Bas) :
  -  Médaille d'argent au titre du relais 4 × 100 m quatre nages.

#### En petit bassin
- Championnats d'Europe 2005 à Trieste ( Italie) :
  -  Médaille de bronze du 200 m quatre nages.
- Championnats d'Europe 2008 à Rijeka ( Croatie) :
  -  Médaille de bronze du 200 m nage libre.